# Johan Gabriel Schultz
Johan Gabriel Schultz, född 1830 i Grythyttan, Västmanland, död 3 juli 1862 i Grythyttan, var en svensk målare och tecknare.
Han var son till kontraktsprosten Johan Gustaf Schultz och Anna Sofia Ulrika Sjölander. Vid sidan av sitt arbete som läkare var Schultz verksam som konstnär och har efterlämnat tecknade porträtt av sin bror bruksförvaltaren Ernst August Schultz och sin svåger komministern Johan Adolf Westin samt laveringar av Boda bruk och Charlottenbergs bruk. Schultz är representerad vid Jernkontorets samlingar.